# Централна обавештајна агенција
Централна обавештајна агенција (енгл. Central Intelligence Agency), позната по свом акрониму ЦИА (од енгл. CIA), јесте америчка обавештајна агенција задужена за прикупљање и анализу података о страним владама и корпорацијама, али и појединцима, и достављање тих података разним ресорима Владе САД. Секундарну улогу представљају пропагандне активности и активности у односима са јавношћу, објављивање јавних и тајних података, тачних и лажних (контрашпијунажа), и утицај на друге да делују у интересима Владе САД. Трећа функција агенције је да делује као скривена рука Владе САД, спроводећи тајне операције, по смерницама председника САД.
Ција је основана 18. септембра 1947. године, а седиште јој се налази у граду Ланглију, у Вирџинији. Њена претеча била је Канцеларија за стратешке услуге, а на њеном челу се налазио Вилијам Донован, који се данас сматра „оцем” обеју организација.
Директор Ције Џорџ Тенет је сведочио пред једним америчким конгресним комитетом да је бомбардовање амбасаде НР Кине у Београду било једино бомбардовање током НАТО бомбардовања Југославије, које је организовала и руководила његова агенција, као и да је Ција идентификовала погрешне координате за југословенски војни циљ у истој улици. Медији су објавили да је Ција током 2021. године евакуисала свог обавештајног агента који је служио у Србији након што се сумњало да је жртва неуролошких напада познатих као Хавански синдром.